# Mutusjärvi
Le lac Mutusjärvi (finnois : Mutusjärvi, Muddusjärvi, Muttusjärvi, Same d'Inari: Mudusjávri, Muddusjávri) est un lac à Inari en Finlande,.

## Présentation
Le lac a une superficie de 50,4 kilomètres carrés et une altitude de 146,8 mètres.
La rivière Kaamasjoki se jette dans le Mutusjärvia a son l'extrémité nord. 
La rivière Kettujoki draine le Mutusjärvi à son extrémité sud avant de se jeter dans la rivière Juutuanjoki, un affluent de l'Inarijärvi.